# جرمی لوید
جرمی لوید (انگلیسی: Jeremy Lloyd; ۲۲ ژوئیهٔ ۱۹۳۰ – ۲۳ دسامبر ۲۰۱۴) فیلم‌نامه‌نویس و هنرپیشه اهل بریتانیا بود.
از فیلم‌ها یا برنامه‌های تلویزیونی که وی در آن نقش داشته‌است می‌توان به مردان پرابهت در طیاره‌های پرسرعت، شب‌زنده‌داری با بزن و بکوب، نمک و فلفل، و قتل در قطار سریع‌السیر شرق اشاره کرد.